# Liste der Nummer-eins-Alben in Österreich
Dieser Artikel beinhaltet verschiedene Informationen und Statistiken der offiziellen österreichischen Albumcharts.

## Künstler mit den meisten Nummer-eins-Alben
Folgende Künstler erreichten am häufigsten den ersten Platz der österreichischen Albumcharts:
- 25:  Wiener Philharmoniker
- 14:  Kiddy Contest Kids,  Die Seer,  Rainhard Fendrich und  Nockis (vormals Nockalm Quintett)[1]
- 13:  Falco
- 12:  Die Amigos
- 11:  Robbie Williams und Herbert Grönemeyer
- 10:  Andrea Berg,  Andreas Gabalier,  U2 und  Erste Allgemeine Verunsicherung
- 9:  Madonna,  Bruce Springsteen,  Christina Stürmer und
- 8:  Bon Jovi,  Metallica und  The Rolling Stones
- 7:  Deep Purple,  Depeche Mode,  Rammstein,  Wolfgang Ambros und  Bushido
- 6:  Eminem,  Fantasy,  Helene Fischer,  Udo Jürgens,  Kastelruther Spatzen,  Kollegah,  Queen,  RAF Camora und  S.T.S.
- 5:  AC/DC,  Daniela Alfinito, Capital Bra,  Farid Bang,  Andy Borg,  Ed Sheeran,  Elton John,   Linkin Park,  Xavier Naidoo,  Nik P.,  Pink Floyd,  Taylor Swift und  Eros Ramazzotti

### Wiener Philharmoniker
- 2001 – Neujahrskonzert der Wiener Philharmoniker 2001 2 Wochen (21. Jänner – 3. Februar)[2]
- 2002 – Neujahrskonzert der Wiener Philharmoniker 2002 2 Wochen (20. Jänner – 2. Februar)
- 2003 – Neujahrskonzert der Wiener Philharmoniker 2003 3 Wochen (19. Jänner – 8. Februar)
- 2004 – Neujahrskonzert der Wiener Philharmoniker 2004 4 Wochen (18. Jänner – 14. Februar)
- 2005 – Neujahrskonzert der Wiener Philharmoniker 2005 2 Wochen (23. Jänner – 5. Februar)
- 2006 – Neujahrskonzert der Wiener Philharmoniker 2006 2 Wochen (20. Jänner – 2. Februar)
- 2007 – Neujahrskonzert der Wiener Philharmoniker 2007 3 Wochen (19. Jänner – 8. Februar)
- 2008 – Neujahrskonzert der Wiener Philharmoniker 2008 3 Wochen (18. Jänner – 7. Februar)
- 2009 – Neujahrskonzert der Wiener Philharmoniker 2009 2 Wochen (23. Jänner – 5. Februar)
- 2010 – Neujahrskonzert der Wiener Philharmoniker 2010 3 Wochen (15. Jänner – 4. Februar)
- 2011 – Neujahrskonzert der Wiener Philharmoniker 2011 2 Wochen (21. Jänner – 3. Februar)
- 2012 – Neujahrskonzert der Wiener Philharmoniker 2012 3 Wochen (20. Jänner – 9. Februar)
- 2013 – Neujahrskonzert der Wiener Philharmoniker 2013 1 Woche (18. Jänner – 24. Jänner)
- 2014 – Neujahrskonzert der Wiener Philharmoniker 2014 2 Wochen (24. Jänner – 6. Februar)
- 2015 – Neujahrskonzert der Wiener Philharmoniker 2015 1 Woche (23. Jänner – 29. Jänner)
- 2016 – Neujahrskonzert der Wiener Philharmoniker 2016 1 Woche (22. Jänner – 28. Jänner)
- 2017 – Neujahrskonzert der Wiener Philharmoniker 2017 3 Wochen (20. Jänner – 12. Februar)
- 2018 – Neujahrskonzert der Wiener Philharmoniker 2018 3 Wochen (19. Jänner  – 8. Februar)
- 2019 – Neujahrskonzert der Wiener Philharmoniker 2019 1 Woche (18. Jänner – 24. Jänner)
- 2020 – Neujahrskonzert der Wiener Philharmoniker 2020 1 Woche (24. Jänner – 30. Jänner)
- 2021 – Neujahrskonzert der Wiener Philharmoniker 2021 1 Woche (29. Jänner – 4. Februar)
- 2022 – Neujahrskonzert der Wiener Philharmoniker 2022 1 Woche (25. Jänner – 31. Jänner)
- 2023 – Neujahrskonzert der Wiener Philharmoniker 2023 3 Wochen (24. Jänner – 30. Jänner, 7. Februar – 20. Februar)
- 2024 – Neujahrskonzert der Wiener Philharmoniker 2024 2 Wochen (23. Jänner – 29. Jänner, 13. Februar – 19. Februar)
- 2025 – Neujahrskonzert der Wiener Philharmoniker 2025 1 Woche (28. Jänner – 3. Februar)

### Kiddy Contest Kids
- 2002 – Kiddy Contest Vol. 8 2 Wochen (8. Dezember – 21. Dezember)
- 2003 – Kiddy Contest Vol. 9 4 Wochen (30. November 2003 – 3. Jänner 2004)
- 2004 – Kiddy Contest Vol. 10 6 Wochen (14. November – 4. Dezember, 12. Dezember 2004 – 8. Jänner 2005)
- 2005 – Kiddy Contest Vol. 11 3 Wochen (18. November – 24. November, 2. Dezember – 8. Dezember, 16. Dezember – 22. Dezember)
- 2006 – Kiddy Contest Vol. 12 7 Wochen (10. November – 21. Dezember 2006, 5. Jänner – 11. Jänner 2007)
- 2007 – Kiddy Contest Vol. 13 9 Wochen (2. November 2007 – 10. Jänner 2008)
- 2008 – Kiddy Contest Vol. 14 4 Wochen (14. November – 4. Dezember, 12. Dezember – 18. Dezember)
- 2009 – Kiddy Contest Vol. 15 3 Wochen (13. November – 19. November, 4. Dezember – 17. Dezember)
- 2010 – Kiddy Contest Vol. 16 5 Wochen (12. November – 18. November, 26. November – 23. Dezember)
- 2011 – Kiddy Contest Vol. 17 1 Woche (9. Dezember – 15. Dezember)
- 2012 – Kiddy Contest Vol. 18 1 Woche (9. November – 15. November)
- 2013 – Kiddy Contest Vol. 19 1 Woche (8. November – 14. November)
- 2017 – Kiddy Contest Vol. 23 1 Woche (3. November – 10. November)
- 2019 – Kiddy Contest Vol. 25 1 Woche (1. November – 7. November)

### Rainhard Fendrich
- 1981 – Und alles is ganz anders word’n 2 Wochen (15. März – 31. März 1982)
- 1982 – Zwischen eins und vier 4 Wochen (1. November – 30. November)
- 1985 – Wien bei Nacht 2 Wochen (1. März – 14. März)
- 1991 – Nix is fix 5 Wochen (3. November – 7. Dezember)
- 1992 – Wiener Festwochen 1 Woche (2. August – 8. August)
- 1993 – Brüder 3 Wochen (24. Oktober – 30. Oktober, 7. November – 13. November, 21. November – 27. November)
- 1997 – Blond 6 Wochen (4. Mai – 14. Juni)
- 2001 – Männersache 10 Wochen (1. Juli – 8. September)
- 2004 – aufLeben 2 Wochen (16. Mai – 29. Mai)
- 2006 – hier + jetzt 3 Wochen (3. Februar – 23. Februar)
- 2010 – Meine Zeit 2 Wochen (8. Oktober – 21. Oktober)
- 2013 – Besser wirds nicht 1 Woche (24. Mai – 30. Mai)
- 2016 – Schwarzoderweiss 1 Woche (21. Oktober – 27. Oktober)
- 2019 – Starkregen 1 Woche (4. Oktober – 10. Oktober)

### Die Seer
- 2003 – Aufwind 1 Woche (18. Mai – 24. Mai)
- 2004 – Über’n Berg 1 Woche (8. August – 14. August)
- 2007 – 1 Tag 4 Wochen (27. Juli – 23. August)
- 2010 – Wohlfühlgfühl 2 Wochen (16. Juli – 29. Juli)
- 2012 – Grundlsee 1 Woche (15. Juni – 21. Juni)
- 2013 – Dahoam 4 Wochen (12. Juli  – 25. Juli, 2. August – 8. August, 16. August – 22. August)
- 2014 – Echt seerisch 1 Woche (13. Juni – 19. Juni)
- 2014 – Live! Jubiläums Open Air in Grundlsee – wie a wilds Wossa 1 Woche (12. September – 18. September)
- 2015 – Fesch 1 Woche (24. April – 30. April)
- 2016 – 20 Jahre Seer – Nur das Beste! 1 Woche (13. Mai – 19. Mai)
- 2017 – Des olls is Hoamat 1 Woche (10. November – 16. November)
- 2019 – Analog 1 Woche (29. November – 5. Dezember)
- 2022 – Stad 3 Wochen (29. November – 20. Dezember)
- 2023 – Ausklang 4 Wochen (18. November – 25. Dezember)

### Nockis (vormals Nockalm Quintett)
- 1993 – Nockalm Gold
- 2003 – Die kleine Insel Zärtlichkeit 1 Woche (10. August – 16. August)
- 2004 – Prinz Rosenherz 1 Woche (8. August – 14. August)
- 2006 – Einsam wie Napoleon 1 Woche (4. August – 10. August)
- 2007 – Volle Kanne Sehnsucht 1 Woche (13. Juli – 19. Juli)
- 2008 – Ich dich auch 1 Woche (25. Juli – 31. Juli)
- 2011 – Zieh dich an und geh 1 Woche (29. Juli – 4. August)
- 2014 – Du warst der geilste Fehler meines Lebens 1 Woche (25. Juli – 31. Juli)
- 2016 – Wonach sieht’s denn aus? 1 Woche (29. April – 5. Mai)
- 2017 – In der Nacht 3 Wochen (11. August – 31. August)
- 2019 – Für ewig 1 Woche (2. August – 8. August)
- 2022 – Ich will dich 1 Woche (1. Februar – 7. Februar)
- 2022 – 40 1 Wochen (15. November – 21. November)
- 2024 – Gefühlsecht[1]

### Falco
- 1982 – Einzelhaft 2 Wochen (ab 1. September 1982)
- 1984 – Junge Roemer 4 Wochen (ab 1. Juni 1984)
- 1985 – Falco 3 10 Wochen (1. November – 31. Dezember 1985, 1. Februar – 14. Februar 1986)
- 1986 – Emotional 6 Wochen (ab 15. November 1986)
- 1992 – Nachtflug 2 Wochen (18. Oktober – 24. Oktober, 1. November – 7. November)
- 1998 – Out of the Dark (Into the Light) 4 Wochen (15. März – 11. April)
- 1999 – The Final Curtain – The Ultimate Best Of 3 Wochen (7. März – 27. März)
- 2007 – Hoch wie nie 4 Wochen (16. Februar – 15. März)
- 2008 – Symphonic 2 Wochen (15. Februar – 28. Februar)
- 2009 – The Spirit Never Dies 3 Wochen (18. Dezember – 7. Jänner 2010)
- 2017 – Falco 60 2 Wochen (3. März – 16. März)
- 2018 – Falco Coming Home – The Tribute Donauinselfest 2017 1 Woche (16. Februar – 22. Februar)
- 2022 – The Sound of Musik 1 Woche (15. Februar – 21. Februar)

### Die Amigos
- 2010 – Weißt du, was du für mich bist 2 Woche (6. August – 19. August)
- 2011 – Mein Himmel auf Erden 1 Woche (5. August – 11. August)
- 2012 – Bis ans Ende der Zeit 3 Wochen (17. August – 6. September)
- 2013 – Im Herzen jung 1 Woche (28. Juni – 4. Juli)
- 2014 – Sommerträume 1 Woche (8. August – 14. August)
- 2015 – Santiago Blue 1 Woche (10. Juli – 16. Juli)
- 2016 – Wie ein Feuerwerk 2 Wochen (5. August – 11. August, 19. August – 25. August)
- 2018 – 110 Karat 1 Woche (27. Juli – 2. August)
- 2020 – 50 Jahre – Unsere Schlager von damals 1 Woche (21. Februar – 27. Februar)
- 2020 – Tausend Träume 1 Woche (24. Juli – 30. Juli)
- 2021 – Freiheit 1 Woche (23. Juli – 29. Juli)
- 2021 – Liebe siegt 1 Woche (2. August – 8. August)

### Robbie Williams
- 2001 – Swing When You’re Winning 7 Wochen (2. Dezember 2001 – 19. Jänner 2002)
- 2002 – Escapology 5 Wochen (1. Dezember – 7. Dezember, 22. Dezember 2002 – 18. Jänner 2003)
- 2003 – Live Summer 2003 4 Wochen (12. Oktober – 8. November)
- 2004 – Greatest Hits 5 Wochen (31. Oktober – 12. November 2004, 2. Jänner – 15. Jänner 2005, 1. September – 7. September 2006)
- 2005 – Intensive Care 4 Wochen (6. November – 10. November, 23. Dezember 2005 – 14. Jänner 2006)
- 2006 – Rudebox 1 Woche (3. November – 9. November)
- 2009 – Reality Killed the Video Star 2 Wochen (20. November – 3. Dezember)
- 2010 – In and out of Consciousness: The Greatest Hits 1990–2010  1 Woche (22. Oktober – 28. Oktober)
- 2012 – Take the Crown 1 Woche (16. November – 22. November)
- 2013 – Swings Both Ways 6 Wochen (29. November 2013 – 9. Jänner 2014)
- 2019 – The Christmas Present 4 Wochen (6. Dezember 2019 – 9. Jänner 2020)

### Herbert Grönemeyer
- 1986 – Sprünge 4 Wochen (ab 1. Juni 1986)
- 1988 – Ö 4 Wochen (ab 15. Mai 1988)
- 1990 – Luxus 5 Wochen (14. Oktober – 10. November, 18. November – 24. November)
- 1998 – Bleibt alles anders 2 Wochen (1. Mai – 16. Mai)
- 2002 – Mensch 4 Wochen (15. September – 5. Oktober, 3. November – 9. November)
- 2007 – 12 4 Wochen (16. März – 12. April)
- 2008 – Was muss muss – Best of 3 Wochen (5. Dezember – 11. Dezember, 19. Dezember 2008 – 1. Jänner 2009)
- 2011 – Schiffsverkehr 3 Wochen (1. April – 21. April)
- 2014 – Dauernd jetzt 1 Woche (5. Dezember – 11. Dezember)
- 2018 – Tumult 3 Wochen (23. November – 6. Dezember, 14. Dezember – 20. Dezember)
- 2023 – Das ist los 1 Woche (11. April  – 17. April)

### Erste Allgemeine Verunsicherung
- 1985 – Geld oder Leben!
- 1987 – Liebe, Tod & Teufel
- 1990 – Neppomuks Rache
- 1991 – Watumba!
- 1994 – Nie wieder Kunst (wie immer …)
- 1997 – Im Himmel ist die Hölle los
- 2003 – Frauenluder 1 Wochen (11. Mai – 17. Mai)
- 2007 – Amore XL
- 2010 – Neue Helden braucht das Land 2 Wochen (19. Februar – 4. März)
- 2015 – Werwolf-Attacke – Monsterball ist überall 3 Wochen (13. Februar – 26. Februar, 3. April – 9. April)

### U2
- 1987 – The Joshua Tree 18 Wochen (ab 15. April 1987, ab 1. August 1987)
- 1988 – Rattle and Hum 10 Wochen (ab 1. November 1988)
- 1993 – Zooropa 4 Wochen (18. Juli – 14. August)
- 1997 – Pop 3 Wochen (16. März – 5. April)
- 1998 – The Best of 1980–1990 11 Wochen (15. November 1997 – 6. Februar 1998)
- 2000 – All That You Can’t Leave Behind 2 Wochen (12. November – 25. November)
- 2002 – The Best Of 1990–2000 2 Wochen (17. November – 30. November)
- 2004 – How to Dismantle an Atomic Bomb 1 Woche (5. Dezember – 11. Dezember)
- 2009 – No Line on the Horizon 2 Wochen (13. März – 26. März)
- 2023 – Songs of Surrender 1 Woche (28. März – 3. April)

### Andrea Berg
- 2006 – Splitternackt 2 Wochen (21. April – 4. Mai)
- 2007 – Die neue Best Of 1 Wochen (13. April – 19. April)
- 2009 – Zwischen Himmel und Erde 1 Woche (17. April – 23. April)
- 2010 – Schwerelos 3 Wochen (5. November – 11. November, 19. November  – 25. November, 11. Februar – 17. Februar 2011)
- 2011 – Abenteuer 2 Wochen (14. Oktober – 20. Oktober)
- 2013 – Abenteuer 20 Jahre 4 Wochen (25. Jänner – 21. Jänner)
- 2013 – Atlantis 3 Wochen (20. September – 10. Oktober)
- 2016 – Seelenleben 2 Wochen (22. April – 28. April, 20. Mai – 26. Mai)
- 2019 – Mosaik 5 Wochen (19. April – 25. April, 3. Mai – 9. Mai, 17. Mai – 30. Mai, 22. Mai – 28. Mai 2020)
- 2020 – Ich würd’s wieder tun 1 Woche (9. August – 15. August)

### Andreas Gabalier
- 2011 – Herzwerk 1 Woche (2. September – 8. September)
- 2011 – Volks-Rock’n’Roller 5 Wochen (28. Oktober – 1. Dezember 2011)
- 2012 – Volks-Rock’n’Roller live 2 Wochen (26. Oktober – 8. November)
- 2013 – Home Sweet Home 3 Wochen (21. Juni – 27. Juni, 5. Juli  – 11. Juli, 19. September – 25. September 2014)
- 2015 – Mountain Man 1 Woche (12. Juni – 18. Juni)
- 2016 – MTV Unplugged 2 Wochen (9. Dezember – 15. Dezember, 13. Jänner – 19. Jänner 2017)
- 2018 – Vergiss mein nicht 3 Wochen (15. Juni  – 5. Juli)
- 2019 – Best of Volks-Rock‘n’Roller 1 Woche (27. September – 3. Oktober)
- 2020 – A Volks-Rock‘n’Roll Christmas 5 Wochen (4. Dezember 2020 – 7. Januar 2021)
- 2023 – Ein neuer Anfang 1 Woche (29. Juni – 4. Juli)

## „Dauerbrenner“

### 26 Wochen
- Simon & Garfunkel – Bridge over Troubled Water (15. Mai  – 14. November 1970)

### 25 Wochen
- The Beatles – 1962–1966 (15. August – 14. September, 15. Oktober 1973 – 14. März 1974)
- Helene Fischer – Farbenspiel (18. Oktober – 31. Oktober 2013, 10. Jänner – 23. Jänner, 7. Februar – 27. Februar, 7. März – 27. März, 4. April – 15. Mai, 1. August – 7. August, 15. August – 4. September, 26. September – 2. Oktober, 17. Oktober – 23. Oktober, 14. November – 20. November 2014, 30. Januar – 13. Februar 2015)

### 24 Wochen
- Michael Jackson – Bad (1. Oktober – 14. Oktober, 1. November – 30. November 1987, 15. Juni – 14. Oktober 1988)

### 20 Wochen
- U2 – The Joshua Tree (15. April – 30. Juni, 1. August – 30. September 1987)

### 17 Wochen
- Pink Floyd – The Wall (1. Februar – 31. Mai 1980)

### 15 Wochen
- DÖF – DÖF (1. Juli – 14. Oktober 1983)
- Erste Allgemeine Verunsicherung – Geld oder Leben! (15. März – 14. Mai. 1. August – 14. August 1986, 15. Jänner – 14. Februar 1987)

### 14 Wochen
- Erste Allgemeine Verunsicherung – Neppomuk's Rache (27. Mai – 1. September 1990)

### 13 Wochen
- Deep Purple – Burn (15. März – 14. Juni 1974)
- Diverse – Music Power (15. Jänner – 14. April 1975)
- Nazareth – Rampant (15. Juli – 14. Oktober 1974)
- Waterloo & Robinson – Sing My Song (15. Oktober 1974 – 14. Jänner 1975)
- Waterloo & Robinson – Songs (15. Mai – 14. August 1976)
- Wolfgang Ambros – Es lebe der Zentralfriedhof (15. Juli – 14. Oktober 1975)
- Saturday Night Fever – (Soundtrack) (15. Juni – 14. August, 15. September – 14. Oktober 1978)
- Richard Clayderman – Träumerei (15. April – 14. Juli 1979)

### 12 Wochen
- Pink Floyd – The Dark Side of the Moon (15. Mai – 14. August 1973)
- Eros Ramazzotti – Nuovi eroi (1. September – 14. November 1986, 1. Jänner – 14. Jänner 1987)
- U2 – The Best of 1980–1990 (15. November 1997 – 6. Februar 1998)

### 11 Wochen
- Wolfgang Ambros – Der Sinn des Lebens (15. September – 30. November 1984)
- Sade – Diamond Life (1. Dezember 1984 – 14. Februar 1985)
- Bruce Springsteen – Born in the U.S.A. (15. Juli – 30. September 1985)
- Falco – Falco 3 (1. November – 31. Dezember 1985, 1. Februar – 14. Februar 1986)
- Erste Allgemeine Verunsicherung – Liebe, Tod & Teufel (1. Dezember 1987 – 14. Februar 1988)
- Tanita Tikaram – Ancient Heart (15. Januar 1989 – 31. März 1989)
- Elton John – The Very Best of Elton John (25. November – 22. Dezember 1990, 6. Jänner – 9. Februar, 17. Februar – 23. Februar, 3. März – 9. März 1991)
- Roxette – Joyride (14. April – 11. Mai, 26. Mai – 13. Juli 1991)
- Mariah Carey – Music Box (15. Mai – 16. Juli, 31. Juli – 6. August, 14. August – 20. August 1994)
- Michael Jackson – King of Pop (12. September – 25. September 2008, 10. Juli – 10. September 2009)

### 10 Wochen
- Nena – Nena (1. März – 30. April, 15. Juni – 30. Juni 1983)
- U2 – Rattle and Hum (1. November 1988 – 31. Jänner 1989)
- 4 Non Blondes – Bigger, Better, Faster, More (15. August – 23. Oktober 1993)
- Rainhard Fendrich – Männersache (1. Juli – 8. September 2001)
- Kiddy Contest Kids – Kiddy Contest Vol. 13 (2. November 2007 – 10. Jänner 2008)
- Amy Winehouse – Back to Black (29. Februar – 17. April, 23. Mai – 29. Mai 2008, 12. August – 25. August 2011)